# Platja de Cala Prona
La platja de Cala Prona és una platja natural del municipi d'El Port de la Selva (Alt Empordà), situada a la Cala Prona, dins del Parc Natural del Cap de Creus, a uns vuit quilòmetres de la població. Té una longitud de 28 m i una amplada mitjana de 7 m, formada per sorres, graves i còdols. Al costat de la platja hi ha un embarcador i la barraca de Cala Prona, antic refugi de pescadors, gestionada per la Confraria de Pescadors d'El Port de la Selva.
S'hi accedeix a peu pel sender de gran recorregut GR-11 des del Port de la Selva.
El topònim Prona és una deformació de Pregona, que significa profunda, una característica de les aigües de la cala, que en un document de l'any 1663 se l'anomena Cala Fonda.